# Pfinzgau (Landschaftsschutzgebiet)
Das Gebiet Pfinzgau wurde vom Landratsamt Karlsruhe durch Verordnung vom 7. November 1991 als Landschaftsschutzgebiet ausgewiesen. Es liegt auf dem Gebiet der Gemeinde Pfinztal im Landkreis Karlsruhe.

## Lage und Beschreibung
Das rund 21,5 km² große Landschaftsschutzgebiet umfasst den Großteil des Gemeindegebiets der Gemeinde Pfinztal. Ausgenommen sind lediglich die Siedlungsbereiche und Bereiche mit intensiver Freizeitnutzung, einige landwirtschaftlich intensiver genutzte Flächen sowie das Naturschutzgebiet Lehmgrube am Heulenberg. Naturräumlich gehört das Gebiet zum Kraichgau.
Das Landschaftsschutzgebiet wird durch eine für das Kraichgau typische kleinteilig strukturierte Kulturlandschaft mit Äckern, Wiesen, Streuobstbeständen und Waldflächen geprägt.

## Schutzzweck
Wesentlicher Schutzzweck des Landschaftsschutzgebietes ist laut Schutzgebietsverordnung
1. „die Bewahrung der zum größten Teil noch durch naturnahe Artenzusammensetzung gekennzeichneten Wälder wegen ihrer Bedeutung für den Naturhaushalt, der Pflanzen- und Tierwelt und ihrer Schutzfunktion für Wasser, Boden und Klima sowie wegen ihrer Funktion als Naherholungsgebiet für die Bevölkerung;
2. die Erhaltung und langfristige Sicherung der verbliebenen, teils ausgedehnten Streuobstwiesen als extensiv genutzte Kulturlandschaft von hoher ökologischer Bedeutung und großer Anziehungskraft für die erholungssuchende Bevölkerung;
3. die Bewahrung des für große Teile der Pfinztäler Gemarkung typischen Landschaftsbildes;
4. die Sicherung von Landschaftselementen, die die Strukturvielfalt erhöhen und damit zusätzlich Lebensräume bieten, wie Feldhecken, Hohlwege mit ihrer typischen Vegetation, Teiche und Steinbrüche;
5. der Schutz der ökologisch und klimatisch wertvollen Bachauen durch Erhaltung und Entwicklung der Ufergehölze sowie der Schutz des Grünlandes;
6. die Offenhaltung der Grünzäsuren zwischen den einzelnen Ortsteilen in der Pfinzaue;
7. der Schutz der Feldflur vor baulicher Zersiedelung und Einfriedung zu Gunsten einer landschaftsgerechten Nutzung und Naherholung.“[1]